# Associazione Calcio Giacomense
L’Associazione Calcio Giacomense était le club de football de Masi San Giacomo, un hameau de Masi Torello, dans la province de Ferrare, en Émilie-Romagne, qui évolue en Ligue Pro Deuxième Division.

## Historique
Le 12 juillet 2013, sur pression du maire de Ferrare, Tiziano Tagliani, la Giacomense fusionne avec la SPAL et devient la S.P.A.L. 2013. Elle évolue alors en Lega Pro.